# Esporte de aventura

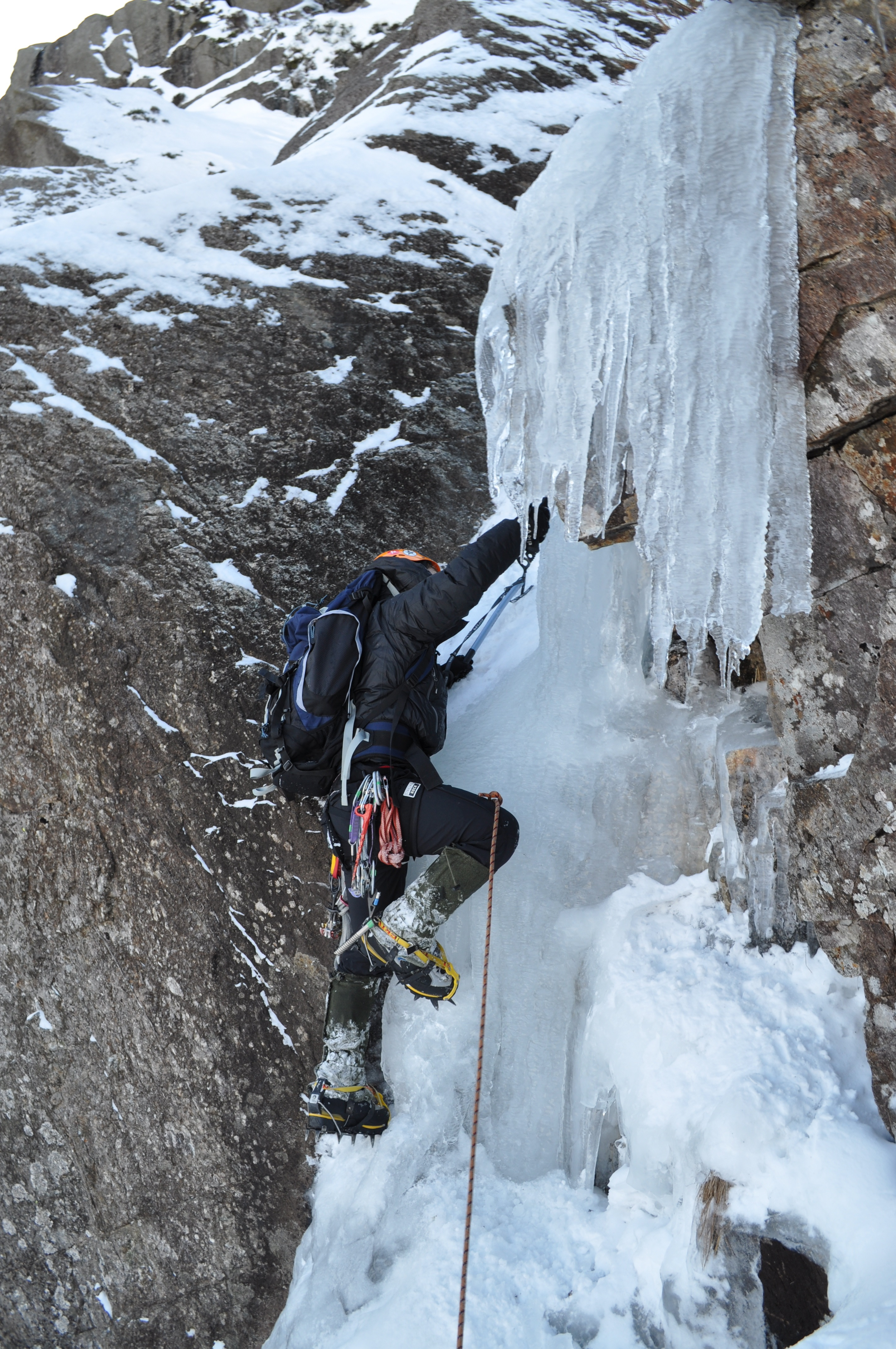
Escalada

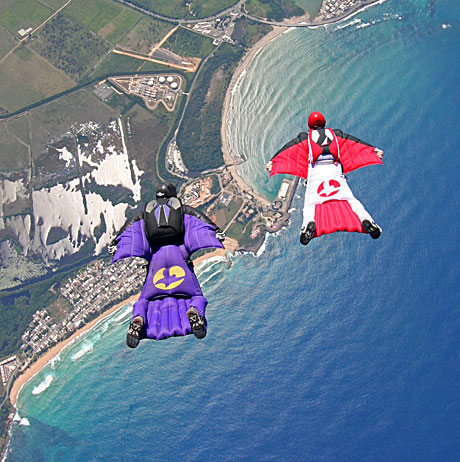
Wingsuit

Os termos esporte (português brasileiro) ou desporto (português europeu) radical, de aventura ou de ação são usados para designar desportos com maior grau de risco físico, dado às condições de altura, velocidade ou outras variantes em que são praticados. Muitas vezes o desporto de aventura é confundido com o turismo de aventura, por isso, quando na dúvida se Desporto ou Turismo de Aventura o termo "Atividade Física de Aventura" pode ser empregado por encaixar ambos.
Tais desportos são assim considerados por oferecerem mais riscos do que os desportos em geral, o que os torna mais emocionantes, já que exigem um maior esforço físico e maior controle emocional. No início, eram considerados desportos radicais a prática do paraquedismo, snow board e voo livre. Com o tempo, atividades como o tricking, rafting, trekking, cannoying, verticália, entre outras, foram incorporadas à lista dos desportos de aventura. Os esportes de aventura também podem estar relacionados a desportos na natureza, por envolverem escaladas, trilhas, montanhismo.

## Definição e características
A definição de esporte de aventura, também conhecido como esporte da natureza, surgiu no final da década de 1980 e início da década de 1990, quando foi usado para designar esporte de adultos como o paintball, skydiving, surfe, alpinismo, montanhismo, paraquedismo, hang gliding, bungee jumping, trekking, ciclismo de montanha, que antes eram esportes praticados por um pequeno grupo de pessoas, passaram a se tornar populares em pouco tempo.
Uma característica de atividades semelhantes na visão de muitas pessoas é a capacidade de causar a aceleração da adrenalina nos participantes. De qualquer forma, a visão médica é que a pressão ou altura associadas com uma atividade não é responsável para que a adrenalina lance hormônios responsáveis pelo medo, mas sim pelo aumento dos níveis de dopamina, endorfina e serotonina por causa do alto nível de esforço psíquico. Além disto, um estudo recente sugere que haja uma ligação para a adrenalina e a "verdade" dos esportes radicais. O estudo define os esportes radicais como um lazer ou atividade recreativa muito agradável, mas se tiver uma má administração poderão gerar acidentes e até a morte do praticante. Esta definição é designada para separar anúncio comercial que exagera na descrição dos fatos e "aumenta" a atividade realizada. Outra característica das atividades rotuladas é que elas tendem serem de preferência individuais do que esportes de equipe. Os esportes radicais podem incluir ambas as atividades competitivas e não-competitivas.
Muitos participantes quase não sabem de todas as atividades que os esportes radicais compreendem. O mais apaixonado purista, o rótulo dos praticantes dos esportes radicais, não combina com a realidade, porque eles não competem para ganhar "qualquer coisa". De forma mais grave, os esportes radicais são frequentemente rotulados como culpados por estereotipar os participantes desta atividade como estúpidos, impulsivos, e às vezes suicidas.
Alguns dos esportes já existem há décadas e são proponentes de gerações de momento, algumas dão origem a personalidades bem conhecidas. A escalada tem gerado nomes reconhecidos publicamente como o Edmund Hillary, Chris Bonington, Wolfgang Gullich e mais recentemente Joe Simpson. Outros dois exemplos de esportes radicais que foram inventados há alguns séculos são o surf e o bungee jumping, ambos criados pelos nativos havaianos como forma de "teste" entre os homens.

## Exemplos de esportes radicais

### Radicais comuns e olímpicos
| - Aggressive Inline - Arborismo - Box lacrosse - Bungee jumping - Camogie - Carveboard - Futebol americano de arena[carece de fontes?] | - Kitesurf - Longboard - Mountain board - Parkour - Roller derby | - Slackline - Skimboard - Snakeboard - Stand up paddle surfing - Tirolesa - Tricking - Waveski - Windsurf |

### Radicais com máquinas a motor
- Acrobacia aérea
- Corrida aérea
- Voo livre
- Wheelie

### Radicais de inverno
- Snowboard
- Snowmobile

### Radicais de verão
- BMX
- Sandboard
- Skate
- Surfe

### Radicais de aventuras aéreas e em corridas
- Asa-delta
- Balonismo
- Canyoning
- Corrida de aventura
- Escalada (rocha ou gelo)
- Mergulho
- Parapente
- Paraquedismo
- Rafting
- Rapel
- Trekking
- Wakeboard